# Es fiel ein Reif in der Frühlingsnacht (Lied)

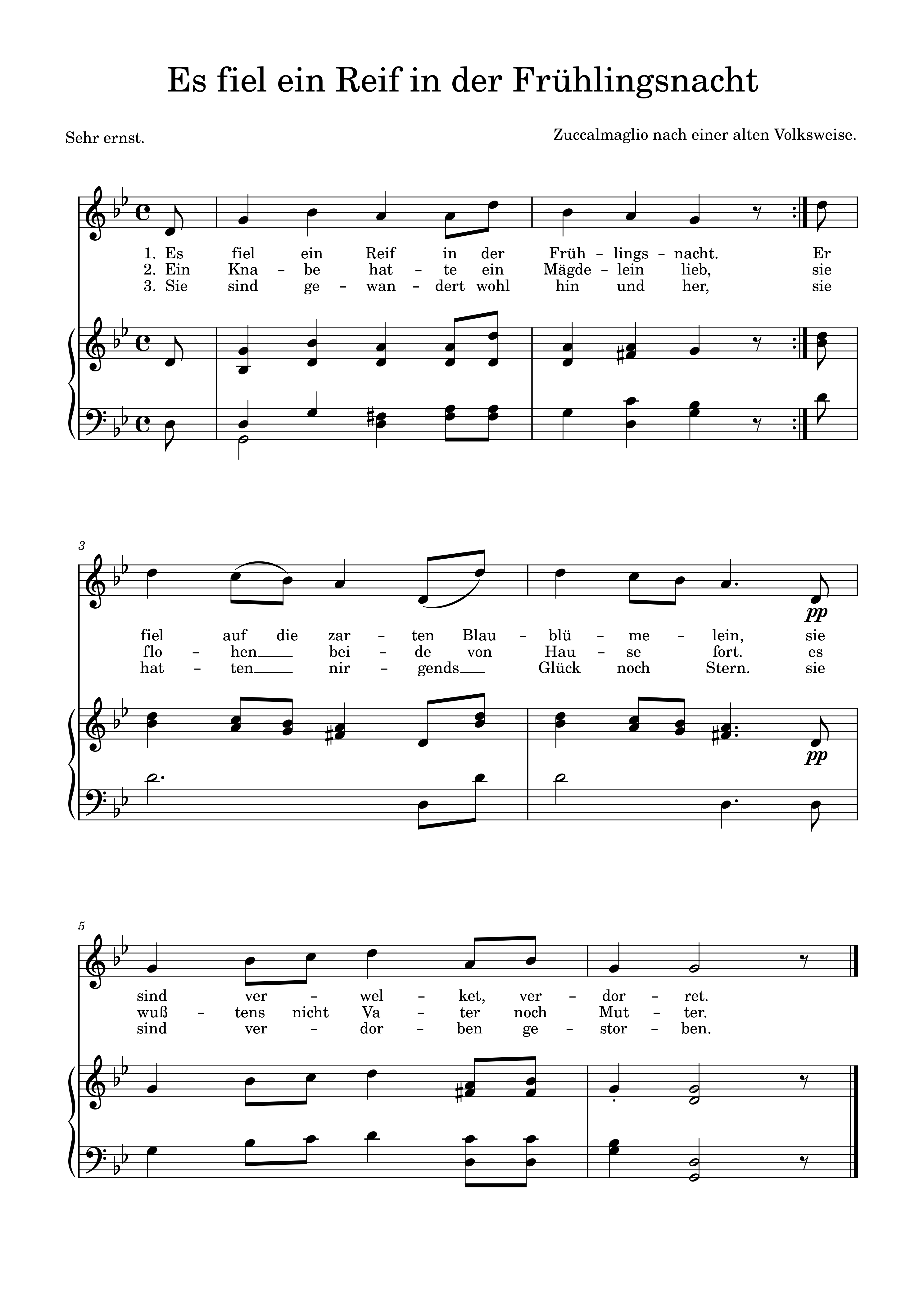
rahmenlos rahmenlos Notenblatt und Wiedergabe exakt nach dem Notenblatt (eine Strophe, Tempo 90 MM, Stimmen und Klavier) sowie Wiedergabe einer künstlerischen Bearbeitung (zwei Strophen, Tempo 97 MM, Posaune, Violine, Oboe und Violoncello), beide Versionen in der Tonart g-Moll

Es fiel ein Reif in der Frühlingsnacht, auch Blaublümelein, ist ein deutsches Volkslied.

## Geschichte
Der Text wurde erstmals 1825 von Anton Wilhelm von Zuccalmaglio veröffentlicht, der ihn im Bergischen Land, genauer gesagt in Wiesdorf (heute zu Leverkusen) von Anna Maria Lützenkirchen aufgezeichnet haben will. Volksliedforscher halten es für wahrscheinlicher, dass es sich um eine Originaldichtung Zuccalmaglios handelt, der wiederholt eigene Texte als Volksgut auszugeben versuchte. Friedrich Karl von Erlach veröffentlichte den von Zuccalmaglio eingesandten Text 1835, Andreas Kretzschmer  1838.  Bereits 1829 zitierte Heinrich Heine eine dreistrophige, etwas abweichende Textfassung in seinem dreiteiligen Gedicht Tragödie. Ob Heine den Text wirklich selbst im Rheinland gehört hat, wie er angab, oder Zuccalmaglios Text als Vorlage hatte, ist nicht mehr zu klären. 1854 wurde der Text im von Ludwig Erk herausgegebenen Zusatzband zu Des Knaben Wunderhorn nachgedruckt. Wann und wie der Text in Achim von Arnims Nachlass geriet, wie der Titel dieses Zusatzbandes nahelegt, ist nicht bekannt. In der Fußnote  wird aber auf Heines Publikation verwiesen, was es unwahrscheinlich macht, dass diese Veröffentlichung auf eine weitere Quelle zurückgeht.
Die bei Zuccalmaglio ursprünglich veröffentlichte Melodie ist ungebräuchlich geworden. Ludwig Erk unterlegte den Text 1856 in der Erstausgabe des Deutschen Liederhort der Weise des 1807 aufgezeichneten elsässischen Volkslieds Es fuhr ein Fuhrknecht übern Rhein, die Ähnlichkeiten mit der ursprünglichen Melodie aufweist. Diese Fassung ist seither in der Regel in Volksliederbüchern abgedruckt worden. Engelbert Humperdinck machte diese Melodie 1911 zum Leitmotiv seiner Oper Königskinder.
Franz Magnus Böhme konstatierte 1893: „Bis zur Gegenwart singt das Volk dieses Lied nicht, sondern nur Chorgesangvereine singen Heine’s Textfassung von Mendelssohn ‚Drei Volkslieder‘ Nr. 2, erschienen 1836“. An dieser Einschätzung zur Bekanntheit des Liedes scheint sich bis heute wenig geändert zu haben, auch wenn das Lied durch die Aufnahme u. a. in den Zupfgeigenhansl eine gewisse Verbreitung erfuhr. 1983 war das Lied nicht in einer für das ZDF durch Meinungsumfragen ermittelten Liste der 100 bekanntesten deutschen Volkslieder vertreten. So bleibt die bekannteste Vertonung des Textes die Fassung für gemischten Chor, die Felix Mendelssohn Bartholdy 1836 veröffentlichte. Weitere Vertonungen, die zumeist auf Heines Textfassung basieren, stammen u. a. von Clara Schumann (1840), Robert Schumann, Josef Gabriel Rheinberger (op. 4,2), August Söderman, Charles Villiers Stanford, Frank Van der Stucken, Armin Knab und Richard Trunk.

## Inhalt und Metaphorik
Das Lied erzählt die einfache Geschichte eines jungen Liebespaares, dessen Liebe nicht die Billigung der Eltern erfährt, und die deshalb die Heimat verlassen, letztlich aber dem Elend anheimfallen und sterben. – Die im Text zitierten „Blaublümelein“ erinnern an die „Blaue Blume“, ein zentrales Symbol der Romantik. Anton Wilhelm von Zuccalmaglio versuchte, eine botanische Erklärung zu geben:

„Welche Blüte ist damit gemeint? Ich habe lange dabei an das Vergissmeinnicht gedacht. Aber dieses blüht nicht in der Frühlingsnacht, erst im Hochsommer, hat daher keine Gefahr zu erfrieren. Zuletzt entdeckte ich: dass die »scylla bifolia« (zweiblättrige Meerzwiebel) im Siebengebirge Blaublümlein heißt, und dort am Drachenfels, als nördlichsten Standpunkte meines Wissens, im Rheinlande blüht. Und zwar fällt dessen Blüte-Zeit in den April, oft schon in den Februar, so dass ich mich entsinne, diese schöne Blüte vom Reife welk gesehen zu haben.“

## Text
1. Es fiel ein Reif in der Frühlingsnacht.

Er fiel auf die zarten Blaublümelein,

sie sind verwelket, verdorret.

2. Ein Knabe hatte ein Mägdlein lieb,

sie flohen gar heimlich von Hause fort,

es wusst’s nicht Vater noch Mutter.

3. Sie sind gewandert hin und her,

sie haben gehabt weder Glück noch Stern,

sie sind verdorben, gestorben.

4. Auf ihrem Grab Blaublümlein blühn,

umschlingen sich zart wie sie im Grab,

der Reif sie nicht welket, nicht dorret.